# سن آروشاتیان
سن سورنی آروشاتیان (ارمنی: Սեն Սուրենի Արևշատյան زاده ۷ ژانویه ۱۹۲۸ – درگذشته ۲۵ ژوئیه ۲۰۱۴) یک تاریخ‌نگار اهل ارمنستان بود.
وی عضو فرهنگستان ملی علوم ارمنستان بود.
آروشاتیان به مدت بیش از دو دهه مدیر ماتناداران بود. وی شهروندی افتخاری ایروان و نشان پرچم سرخ کار را دریافت نمود.
آروشاتیان در آرامستان مرکزی ایروان (توخماخ) به خاک سپرده شد.